# Carl Hallström (konstnär)
Carl Axel Ture Hallström, född 28 april 1850 i Brokind, Vårdnäs socken i Östergötland, död 25 juli 1929 i Stockholm, var en svensk litograf och landskapsmålare.
Carl Hallström var son till skräddaren Jonas Hallström i Norrköping och hans hustru Karin, född Malmström. Han gifte sig första gången 1876 med Vendela Sofia Augusta Carolina Hallonlöf (1855–1878) och andra gången 1880 med Erika, född Öberg (1851–1942). I det andra äktenskapet blev han far till konstnären Eric Hallström.   
Hallström skulle ursprungligen utbilda sig till organist, men övergick ganska snart till bildkonsten. Han utbildade sig till litograf i Norrköping och flyttade till Stockholm 1874 där han först arbetade som kromolitograf vid Centraltryckeriet, specialiserad på porträtt. 1886 for han till Tyskland och studerade där måleri i halvtannat år, och när han sedan återvände till Stockholm försörjde han sig som landskapsmålare. Han målade romantiska landskap och marina motiv i solnedgång, månsken eller gryning, inspirerad av Stockholms skärgård, där han byggde ett sommarhus åt familjen på Björnhuvud vid Roslagskusten i Österåker. Hallström var strängt religiös, något som hans son Eric under sin ungdom kom att ta avstånd från liksom även hans traditionella romantiska konststil.   
Hallström är representerad vid Norrköpings konstförenings samlingar.